# Rue du Bac
Koordinaten: 48° 51′ N, 2° 19′ O
Die Rue du Bac ist eine Straße auf der Rive Gauche, dem linken Ufer der Seine in Paris (7. Arrondissement). Sie ist für die Erscheinungen der heiligen Jungfrau Maria bekannt, die sich hier im Jahr 1830 der Nonne Catherine Labouré mehrfach gezeigt haben sollen.
Ihr Name leitet sich von der im Jahr 1550 am unteren Ende der Straße in Betrieb genommenen Flussfähre (frz. bac) ab, die an Bedeutung gewann, als Katharina von Medici den Architekten Philibert Delorme im Jahr 1564 mit dem Bau des Palais des Tuileries jenseits der Seine beauftragte. Anstatt den mühsamen Transport des Baumaterials aus den viel weiter südlich gelegenen Steinbrüchen – den heutigen Katakomben unter der Place Denfert-Rochereau – über die einzigen damals vorhandenen Brücken und die Ile de la Cité, also durch das Stadtzentrum zu bewerkstelligen, beförderte man die Steine querfeldein durch Wiesen und Weiden, um sie mit der Fähre überzusetzen.
Der so entstandene grand chemin du bac („Großer Fährenweg“) erhielt seine Saumbebauung erst ab 1620, zunächst sehr zögernd, bevor die neue Vorstadt Faubourg Saint-Germain im 18. Jahrhundert in Mode kam. Seither hat die Straße durch Verbreiterungen und insbesondere den Bau des Boulevard Saint-Germain unter Baron Haussmann zahlreiche Veränderungen erfahren. Anstelle der Fähre baute man 1634 eine Holzbrücke, die 1689 durch den Pont Royal ersetzt wurde.

## Straßenverlauf
Der grand chemin du bac folgte dem Verlauf der heutigen Straßen Rue Notre-Dame-des-Champs, Rue Saint-Placide und Rue du Bac. Hinter dem chemin de la Maladrerie (heute Rue de Sèvres) führte er an dem Friedhof des Hospitals Hospice des Petites Maisons vorbei. Dieses ersetzte seit dem Jahr 1557 die alte, bereits 1497 gegründete Maladrerie Saint-Germain, wurde später mehrmals umgebaut und schließlich, nachdem es im Jahr 1801 den Namen Hospice des Petits Ménages angenommen hatte, 1868 abgerissen und durch den Square Boucicaut ersetzt. Unweit davon befand sich später, von 1689 bis zu seiner Aufhebung im Jahr 1747, ein Friedhof, der Cimetière de la Trinité der Pfarrgemeinde St-Sulpice de Paris.

## Religiöse Gemeinschaften

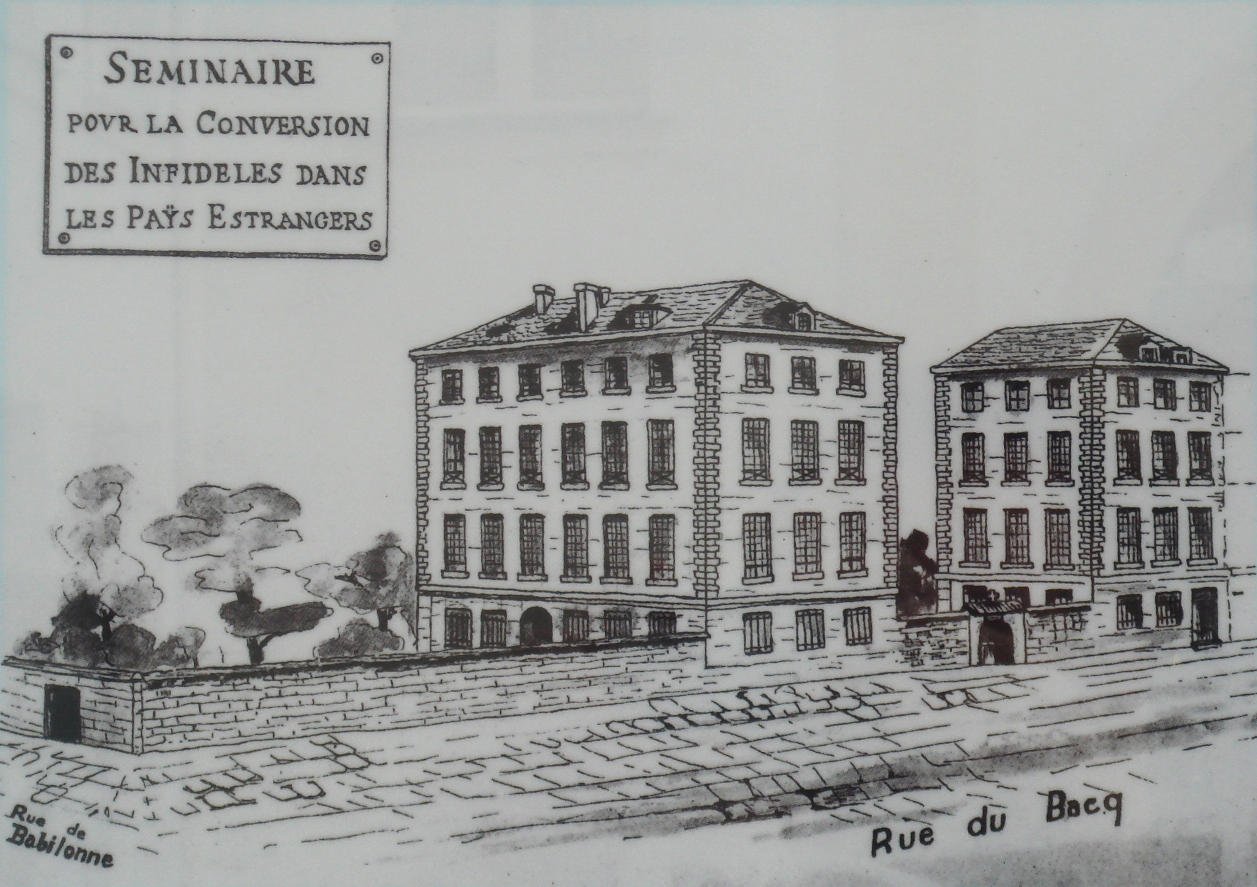
Die Pariser Mission bei ihrer Gründung im Jahr 1663

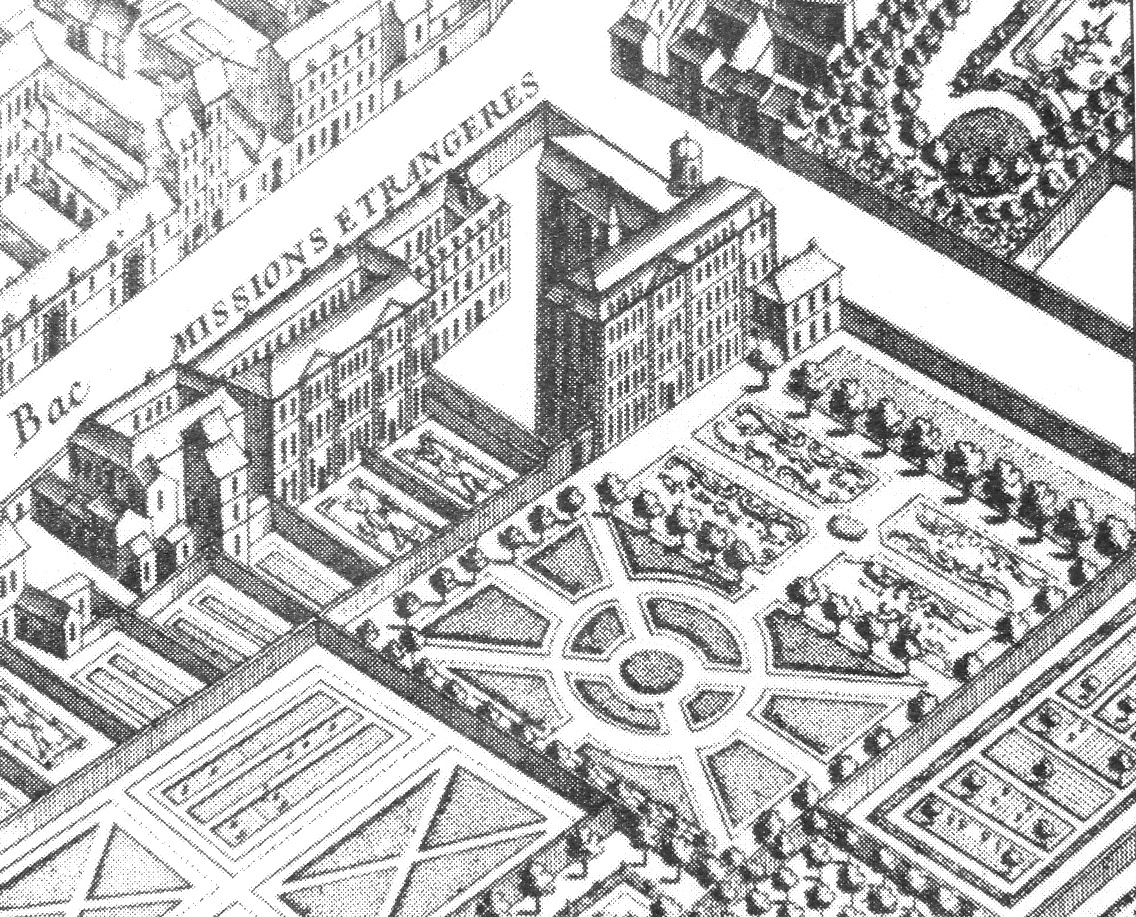
Ein Straßenabschnitt der Rue du Bac auf dem Turgot-Stadtplan von 1739

Die Rue du Bac entwickelte sich, so wie viele andere Straßen im damaligen Umfeld von Paris, durch die Niederlassung von religiösen Gemeinschaften.
Ab dem Jahr 1631 entstand an der nordöstlichen Ecke der Kreuzung mit dem Boulevard Saint-Germain das Noviziat der Dominikaner. Die Klosterkirche nach einem Entwurf von Pierre Bullet aus den Jahren 1682 bis 1765 wurde nach der Revolution zur Pfarrkirche umgewidmet. Ein Nebeneingang dieser Kirche St. Thomas d’Aquin befindet sich in der Rue du Bac (N° 37).
Die Recollettes oder Filles de l’Immaculée-Conception-de-la-Vierge Marie waren ab 1637 und bis zur Aufhebung ihres Klosters im Jahr 1790 zwischen den heutigen Straßen Rue de Grenelle und Rue de Varenne ansässig. Dahinter befand sich zwischen 1658 und 1708 auch ein Männerkloster der Récollets.
Das frühere Séminaire des Missions étrangères (Seminar der ausländischen Missionen), heute Société des Missions Etrangères und deutsch kurz Pariser Mission genannt, ließ sich im Jahr 1663 in der Rue du Bac (N° 128) nieder. Eine erste Kapelle (Chapelle de la Sainte-Famille) wurde ab 1683 durch die zweite heutige Chapelle St. François-Xavier ersetzt. Das Seminar wurde, abgesehen von dem im hinteren Bereich des Gartens gelegenen Gebäude, in dem ein Salle des Martyrs genannter Saal an die Missionare erinnert, die für ihren Glauben starben, im Jahr 1736 erneuert. Es wurde nach Ausbruch der Französischen Revolution 1792 aufgehoben, 1796 verkauft und 1805 wieder eingerichtet.
Die Klostergebäude des im Jahr 1673 zwischen den heutigen Straßen Rue Paul-Louis Courier und Rue de Grenelle gegründeten Couvent de la Visitation-Sainte-Marie wurden mitsamt der erst 1775 von dem Architekten Hélin errichteten Kirche im Jahr 1796 abgerissen und das Gelände parzelliert (N° 68 bis 80).

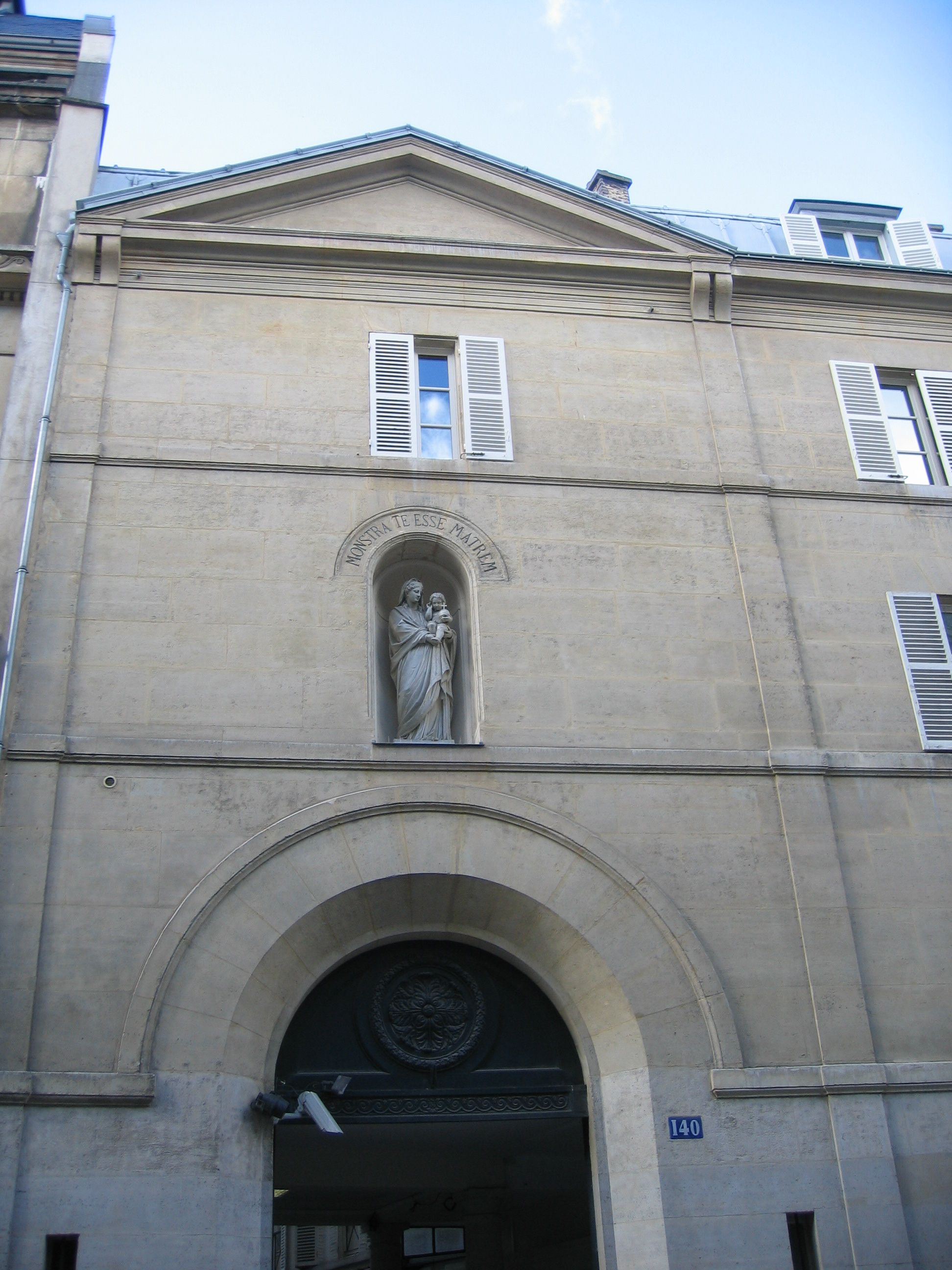
Mutterhaus der Barmherzigen Schwestern vom hl. Vinzenz von Paul in Paris, Rue du Bac N° 140

Die Genossenschaft der Töchter der christlichen Liebe vom Hl. Vinzenz von Paul (Compagnie des Filles de la Charité) kam im Jahr 1815 in den Besitz des Hôtel de la Vallière, wo sie ihr Mutterhaus einrichtete, das sich dort noch heute befindet (N° 140).
In der Kapelle dieser Gemeinschaft, der Chapelle Notre-Dame-de-la-Médaille-miraculeuse, sei den Berichten zufolge am 27. November 1830 die Jungfrau Maria der Novizin Catherine Labouré insgesamt dreimal erschienen. Diese Erscheinungen führten zur Verbreitung der Wundertätigen Medaille, die ihrerseits bei vielen Menschen das Verständnis für das 1854 verkündete Dogma von der unbefleckten Empfängnis vorbereitete.
Die Kirche hat diese Erscheinungen mit der Einführung des Festes „Die selige unbefleckt empfangene Jungfrau Maria von der Wundertätigen Medaille“, das als Eigenfest in den Vinzentinischen Gemeinschaften (Lazaristen oder Vinzentiner, Vinzentinerinnen oder Barmherzige Schwestern vom hl. Vinzenz von Paul) gefeiert wird, bestätigt.
Das Hilfswerk Secours catholique hat seinen Sitz in der Rue du Bac.

## Weltliche Bauten
Als im 18. Jahrhundert das Faubourg Saint-Germain in Mode kam, entstanden an der Rue du Bac die nachstehend aufgeführten Hôtels particuliers (Stadtpalais).
Um 1715 wurden das nach einem späteren Besitzer Pierre-Hubert, Vicomte d’Aubusson et marquis de la Feuillade benannte Hôtel de la Feuillade (N° 101) und die beiden unter dem Doppelnamen Hôtels de Clermont-Tonnerre (N° 118 und 120) bekannten Palais errichtet, letztere angeblich für zwei Bischöfe des Pariser Missionsseminars. Dort verlebte der Schriftsteller Chateaubriand († 1848) die letzten Jahre seines Lebens.
Aus dem Jahr 1720 stammt das Palais, das nach Henri-Gabriel Segur benannt wird, in dessen Besitz es sich ab 1795 befand (N° 97).
Das Hôtel de Jacques-Samuel Bernard errichtete in den Jahren 1741 bis 1744 der Architekt Germain Boffrand für den reichen Erben des gleichnamigen Finanziers (N° 46).
Ebenfalls im 18. Jahrhundert entstand das um 1850 vom Grafen von Sainte-Aldegonde bewohnte und nach ihm benannte Hôtel particulier (N° 102).

## Varia
- Der spätere Schriftsteller George du Maurier (1834–1896) lebte zwischen 1847 und 1851 in dieser Straße, bevor er Paris verlassen und zu seinem Vater nach London ziehen musste[2] (vgl. auch: Liste der Wohnadressen von George du Maurier).
- Seine letzten Lebensjahre verbrachte der Erfinder Étienne Lenoir (1822–1900) im Haus N° 114.[3]
- Im Haus N° 104 lebte bis zu ihrer Deportation 1943 die Künstlerin, Schauspielerin und Zeichnerin Sonia Mossé, die 1938 in der Exposition Internationale du Surréalisme ihr Kunstobjekt ausstellte.
- Ein Klezmer-Stück von Giora Feidman ist nach der Rue du Bac benannt.